# Udo von Tresckow
Pour les articles homonymes, voir Tresckow.
Hans Ludwig Udo von Tresckow (né le 7 avril 1808 à Jerichow et mort le 19 janvier 1885 à Stünzhain) est un général d'infanterie prussien.

## Biographie

### Origine
Il est issu de la famille noble von Tresckow (de) et est le fils du lieutenant-colonel prussien Karl August von Tresckow (né le 27 août 1779 à Neuermark et mort le 18 octobre 1845 à Minden) et son épouse Wilhelmine Charlotte Amalie, née comtesse Henckel von Donnersmarck, divorcée von Gansauge (née le 5 mars 1777 à Groß-Salze et morte le 22 décembre 1847 à Burg) Le Generalleutnant prussien Alexander von Tresckow (de) (1805-1878) est son frère.

### Carrière militaire
Tresckow est cadet à Potsdam et à Berlin de 1818 à mi-avril 1822. Il retourne ensuite sur le domaine de ses parents et s'engage le 26 novembre 1824 dans la 4e division de chasseurs à pied de l'armée prussienne. Il y est promu sous-lieutenant en 1829 et premier lieutenant en 1846 et entre-temps promu adjudant en février 1835. Le 27 novembre 1848, il est promu capitaine et nommé commandant de compagnie au sein du 3e bataillon de chasseurs à pied (de). Après d'autres affectations, Tresckow reçoit le commandement du contingent saxon-altenbourgeois de 1856 à 1864. Il devient ensuite colonel et commande le 53e régiment d'infanterie, qu'il dirige en 1864 lors de la guerre contre le Danemark. Il commande également le régiment lors de la guerre austro-prussienne de 1866 et devient le 8 juillet 1866 commandant de la brigade combinée d'infanterie de la Garde au sein du 2e corps d'armée de réserve. Tresckow combat pendant la campagne du Main à Dermbach, Kissingen et Aschaffenbourg. Après l'occupation de la Saxe, il forme à Leipzig la division prussienne du 2e corps d'armée de réserve et occupe la Bavière sous le commandement du grand-duc Frédéric-François II de Mecklembourg-Schwerin.
Le 30 octobre 1866, il devient commandant de la 33e brigade d'infanterie dans la ville hanséatique de Hambourg. Au début de la guerre contre la France, Tresckow prend le commandement de la 1re division de Landwehr en 1870 et devient peu après, le 13 août, commandant de la 1re division de réserve au sein du corps Werder, avec laquelle il participe au siège de Strasbourg. Il mène ensuite le siège de la forteresse de Belfort, qu'il échoue à prendre, de sorte que la forteresse ne se rend honorablement qu'après l'armistice. En janvier 1871, il est promu lieutenant-général et le 17 février 1871, il est décoré de l'ordre Pour le Mérite, après avoir reçu auparavant les deux classes de la croix de fer.
Après le traité de paix, Tresckow reçoit le commandement de la 2e division d'infanterie et, le 3 avril 1875, sa position à la suite du 96e régiment d'infanterie. Tresckow est mis à disposition le 12 mai 1875 avec le caractère de général d'infanterie et en étant maintenu dans sa position à la suite du 96e régiment d'infanterie avec pension. Il décède à Stünzhain près d'Altenbourg.

### Honneurs
En plus du Pour le Mérite, Tresckow a reçu d'autres décorations pour ses réalisations. il est notamment chevalier de l'ordre de l'Aigle rouge de 1re classe avec feuilles de chêne et épées sur l'anneau, Grand-Croix de l'ordre de la Maison Ducale Saxe-Ernestine et de l'ordre d'Albert, et commandeur de 1re classe de l'ordre du mérite militaire de Charles-Frédéric et de l'ordre du Mérite militaire bavarois.
En 1864, il est nommé citoyen d'honneur de la ville d'Altenbourg.

### Famille
Tresckow se marie le 6 octobre 1836 à Nordhausen avec Julie Friederike Hermine Belz (1816-1884). Elle est la fille du conseiller municipal de Nordhausen Johann Friedrich Belz. De leur mariage naît leur fille Wilhelmine Alwine (née en 1838), qui vit comme dame de l'abbaye de Stünzheim près d'Altenbourg.